# طريق موسكو الدائري
 'طريق موسكو للسيارات الدائري'  الطريق الدائري تطويق أجزاء من مدينة موسكو، عاصمة روسيا. طول الطريق هو 108.9 كم، وعدد المخارج 35 (بما في ذلك 10 من التقاطعات) .

## معرض الصور
- صورة من أعلى الطريق

## التاريخ
جعل نمو الحركة في موسكو وحولها في 1950s ومخططي المدن يدرك روسيا الصورة أكبر مدينة الالتفافية لإعادة توجيه حركة المرور الواردة من الطرق الرئيسية التي تعمل عبر المدينة. افتتح في عام 1961، وكان MKAD أربع حارات الأسفلت تشغيل كيلومترا على طول الحدود 108.9 المدينة. وإن لم يكن بعد السريع، فإنه المميزة التقاطعات في تقاطعات، عدد قليل جدا من إشارة المرور الصورة والحد الأقصى للسرعة { {تحويل | 100 | كم / ساعة | 0 | ابر = على}}.